# Hans Eickworth
Hans Alfred Eickworth (* 8. Februar 1930 in Gablenz; † 1995 in Westerland) war ein deutscher Bildhauer und Graphiker.

## Leben
Hans Eickworth wurde 1930 in Gablenz bei Crimmitschau als Sohn des Widerstandskämpfers Alfred Eickworth (1907–1943) geboren. Der Vater, welcher in den Jahren 1933 und 1934 im Raum Crimmitschau aktiv den Widerstand gegen den Nationalsozialismus organisiert hatte, wurde 1943 bei seiner Flucht aus der berüchtigten Strafdivision 999 auf der griechischen Insel Karpathos tödlich verwundet.
Nach dem Zweiten Weltkrieg war Eickworth zunächst als Maler und Gewerbegraphiker tätig. 1952 kam er zur neu geschaffenen Kasernierten Volkspolizei (KVP), wo er bis zum Leutnant aufstieg und von dieser als talentierter Laienkünstler 1955 zum Studium an der Kunsthochschule in Dresden geschickt wurde. Für sein Diplom schuf er 1960 in Gips die Statue Kampfsportler. Von 1961 bis 1963 war Eickworth Meisterschüler bei Fritz Cremer an der Ostberliner Akademie der Künste. Die Berliner Zeitung schrieb im Februar 1961 über Hans Eickworth, dass er als erster Berufskünstler aus den Reihen der Nationalen Volksarmee hervorgegangen sei. Ab 1963 war er als freischaffender Künstler tätig. Im Focus seines Schaffens lag das sozialistische Menschenbild, was an seinen in der einstigen DDR zahlreich öffentlich und oft auch zentral aufgestellten Freiplastiken und Büsten deutlich wird.

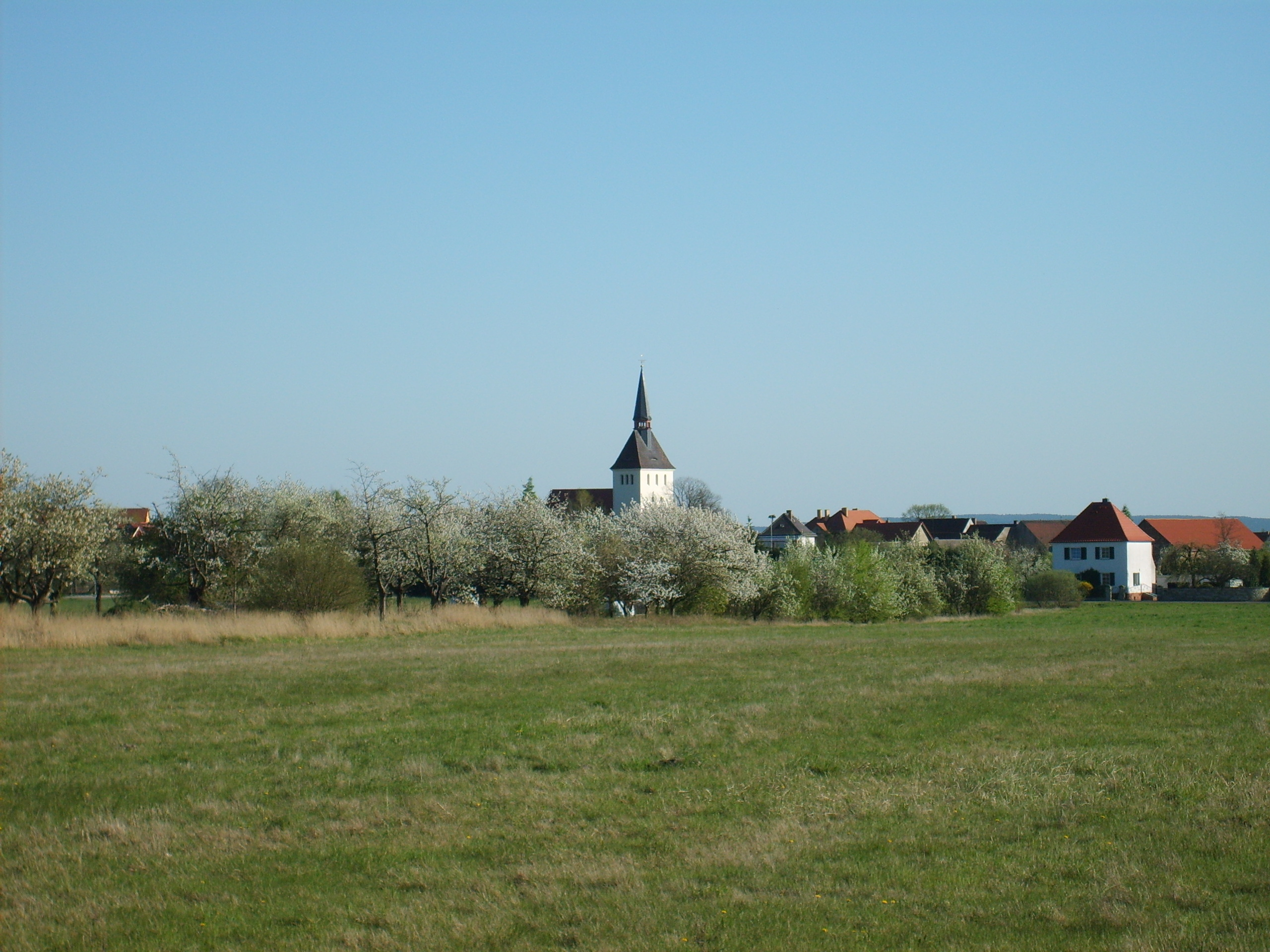
Blick vom Reesberg, wo Eickworth lebte, auf Hohenleipisch

In der Folgezeit tauchen seine Werke immer wieder an markanten Plätzen des Landes auf, zum Beispiel die Plastik „Grenzsoldaten“ vor dem Roten Rathaus in Berlin, die Skulptur „Vietnamesin“ auf der Schlossinsel in Berlin-Köpenick oder die 2011 gestohlene Plastik „Jugend unserer Zeit“ an der ehemaligen Jugendhochschule der FDJ am Bogensee. Auch die Rosa-Luxemburg-Büste vor der Leipziger Hochschule für Telekommunikation stammt aus den Händen von Eickworth. Dieser siedelte später mit seiner Familie von Berlin nach Hohenleipisch nördlich der südbrandenburgischen Stadt Elsterwerda über.
Nach der Wende verschwanden viele seiner Kunstwerke aus dem öffentlichen Blickfeld, da sie nicht mehr dem Geist der neuen Zeit entsprachen. Seine erst 1983 im Zentrum von Elsterwerda aufgestellte Karl-Marx-Büste wurde zum Beispiel 1994 demontiert und nachdem man sie einige Jahre im örtlichen Bauhof einlagerte, in einer Ecke im unweit des ursprünglichen Standorts gelegenen Stadtpark wieder aufgestellt.
Im Frühjahr 1995 brachte Eickworth noch mit dem Weltpark Niederlausitz ein Projekt zur Nachnutzung der ehemaligen militärischen Liegenschaften im Bereich der Luftmunitionsanstalt Hohenleipisch (kurz „Muna“) auf den Weg, wo inzwischen die GSSD abgezogen war. Er verstarb im September desselben Jahres auf der Nordseeinsel Sylt. Das Weltpark-Projekt wurde noch einige Zeit weiterverfolgt und in der Öffentlichkeit diskutiert, 1999 aber zu den Akten gelegt. Das Gelände der Muna wurde 2004 als Naturschutzgebiet „Hohenleipisch“ unter Schutz gestellt.
Ein im Herbst 1979 an der heutigen Hohenleipischer Grundschule von ihm geschaffenes ortsbildprägendes Wandbild wurde 2014 unter Denkmalschutz gestellt. In der Umgebung schuf Eickworth auch noch einige weitere bekannte öffentliche Kunstwerke, die zwischenzeitlich zum Teil ebenfalls unter Denkmalschutz stehen. Dazu gehört in Elsterwerda nach wie vor die das Stadtwappen darstellende Figurengruppe des Elsterbrunnens auf dem örtlichen Marktplatz, die nach dessen Sanierung in einen neuen Springbrunnen integriert wurde. Und auch der Eulenspiegelbrunnen vor der Kleinen Galerie „Hans Nadler“ steht an zentraler Stelle. Weitere Eulenspiegelbrunnen hatte Hans Eickworth auch für das sächsische Werdau und den Berliner Kulturpark Plänterwald geschaffen. Während ersteres Werk bis in die Gegenwart an seinem Standort verblieb, wurde das Berliner Kunstwerk gestohlen und ist seither verschollen. In seiner einstigen Heimatstadt Crimmitschau erschuf Eickworth außerdem mit der Skulptur „Spinnerin“, das Wahrzeichen der Stadt.

## Auszeichnungen (Auswahl)
- 1959: Max-Pechstein-Preis für die Büste des Mathematikstudenten Abdullaye Mbaye
- 1971: Theodor-Körner-Preis als Oberleutnant d.R.[8]

## Werke (Auswahl)
| Jahr | Bild       | Beschreibung                                                                         | Material       | Standort / ehemaliger Standort                                                                | Anmerkungen |
| ---- | ---------- | ------------------------------------------------------------------------------------ | -------------- | --------------------------------------------------------------------------------------------- | --- |
| 1954 |            | Stele                                                                                |                | KZ Sachsenhausen                                                                              | Noch als Laienkünstler geschaffenes Werk, welches einen an seinen Befreier gelehnten Häftling zeigt. |
| 1959 |            | „Kampfsportler“                                                                      |                |                                                                                               | Abschlussarbeit |
| 1961 |            | Mathematikstudent Abdullaye Mbaye                                                    | Bronze         |                                                                                               | Kunstpreis der Stadt Zwickau |
| 1965 |            | Plastik „Jugend unserer Zeit“ an der ehemaligen Jugendhochschule der FDJ am Bogensee | Bronze         | Bogensee in Lanke                                                                             | Zur Eröffnung des 17. Einjahreslehrgangs am 1. September 1965 vom Ersten Sekretär des Zentralrates der FDJ Horst Schumann auf dem „Platz der Freundschaft“ enthüllt. 2011 gestohlen, seitdem verschollen |
| 1967 |            | „Spinnerin“                                                                          | Bronze         | Marktbrunnen Crimmitschau                                                                     | Am 7. März 1967 wurde die 2,10 m hohe Bronzefigur als neues Wahrzeichen der Stadt Crimmitschau auf dem Marktbrunnen enthüllt. |
| 1967 |            | „Der Grenzsoldat“                                                                    | Bronze         | Ehemaliger Standort: vor der Berliner Stadtkommandantur in Berlin-Karlshorst, Rheinpfalzallee | Plastik zur Erinnerung an die Soldaten, die während ihres Dienstes ums Leben kamen. |
|      |            | Plastik „Grenzsoldaten“                                                              |                | Ehemaliger Standort: vor dem Roten Rathaus, Berlin                                            | |
| 1970 |            | „Vietnamesische Mutter mit Kind“                                                     | Bronze, Granit | Lange Brücke, Schlossinsel Berlin-Köpenick                                                    | - Plastik: 1,75 × 0,50 × 0,50 - Sockel: 0,14 × 0,67 × 0,73 |
| 1970 |            | „Eulenspiegelbrunnen“                                                                | Naturstein     | Werdau, Weberstraße                                                                           | |
| 1971 |            | „Rosa Luxemburg“                                                                     |                | Ingenieurschule für Post- und Fernmeldewesen Leipzig                                          | [ 17 ] |
| 1972 |            | Skulptur „Diskussion“                                                                | Bronze         | Guben, Friedrich-Schiller-Straße                                                              | [ 18 ] |
| 1973 |            | „Till-Eulenspiegel-Brunnen“                                                          |                | Kulturpark Plänterwald, Berlin                                                                | verschollen |
| 1977 |            | Brunnen „Lebensfreude“                                                               |                | Bahnhofsvorplatz Bad Saarow                                                                   | Für eine der männlichen Figuren stand der Wirt der Kneipe „Klostergarten“ nahe der Straße zum Saarower Friedhof Modell. |
| 1978 |            | „Friedrich Engels“                                                                   |                | Militärakademie Friedrich Engels Dresden                                                      | [ 22 ] |
| 1979 |            | Wandbild                                                                             |                | Hohenleipisch                                                                                 | Das Wandbild an der Hohenleipischer Goethe-Schule entstand 1979 aus Anlass des 30. Jahrestages der Namensverleihung an die Schule in Sgraffito-Technik. |
| 1980 |            | „Elsterbrunnen“                                                                      | Bronze         | Elsterwerda                                                                                   | Die Figurengruppe des Elsterwerdaer Elsterbrunnens wurde etwa 1980 in einen auf einer am örtlichen Markt gelegenen Grünanlage in einen Basin integriert, welcher dort bereits vorher seit 1967 existierte. Während der von 2007 bis 2015 dauernden Umgestaltungsmaßnahmen wurde dieser Basin abgerissen. Die Figurengruppe wurde im Zentrum des neugestalteten Marktes in einen neuen Springbrunnen integriert.                                               |
| 1980 |            | „Eulenspiegelbrunnen“                                                                | Bronze         | Elsterwerda                                                                                   | Der Eulenspiegelbrunnen wurde am 5. April 1980 anlässlich der Eröffnung der „Kleinen Galerie“ in Elsterwerda übergeben. Da der Brunnen entgegen den ursprünglichen Vorstellungen des Künstlers in seiner Abwesenheit falsch herum aufgestellt wurde, sägte er vor Ort den Kopf ab und drehte ihn, so dass er seither vom Gebäude weg in Richtung Westen schaut. Eickworth war es, der seine Arbeiten als Erster in der neugeschaffenen Galerie, präsentierte. |
| 1982 |            | Denkmal im Stadtpark                                                                 | Beton          | Alter Friedhof Elsterwerda                                                                    | Vier Meter hohe Stele, die unter Denkmalschutz steht. Verkleidet ist die Stele mit vier Halbreliefplatten zu den Themen: Der Leidensweg der Antifaschisten und ihre Befreiung durch Sowjetsoldaten, Jugend und Mutter – das Wiedersehen nach der Befreiung, Das jüdische Mädchen Anne Frank, sowie Weiterleben und Hoffnung in die Zukunft. |
| 1983 |            | „Karl-Marx-Büste“                                                                    | Beton          | Elsterwerda                                                                                   | Die Büste wurde 1983 auf dem heutigen Elsterwerdaer Denkmalsplatz an Stelle eines VVN-Denkmals aufgestellt. Die Büste wurde 1994 entfernt und dann einige Jahre im städtischen Bauhof eingelagert. Seit dem 1. Oktober 1997 ist sie im unweit entfernten Stadtpark wieder aufgestellt. |
| 1985 |            | „Shetlandponys“                                                                      | Kunststein     | Berlin-Köpenick                                                                               | Im damaligen Wohngebiet Salvador Allende II aufgestellte Freiplastik. |
| 1985 |            | „Globus“                                                                             | Beton          | Sigmund-Jähn-Schule Gröditz                                                                   | Stark beschädigt auf einem Gelände des Gröditzer Bauhofes eingelagert. |
|      |            | „Globus“                                                                             | Beton          | Grundschulzentrum Elsterwerda-Biehla                                                          | Die Skulptur befindet sich am Spielplatz auf dem Schulgelände. |
| 1986 | Ponygruppe | „Ponys“                                                                              | Beton          | Grundschule „Fürst Pückler“ Bad Muskau                                                        | Die Figurengruppe befand sich seit 1986 ursprünglich vor dem Bad Muskauer Kinderkurheim. 2013 wurde sie mit Hilfe von Spenden durch Eickworths Sohn Alfred Eickworth restauriert und umgesetzt. |
| 1987 |            | „Dean-Reed-Büste“                                                                    | Beton          | Berlin-Rauchfangswerder, Moßkopfring                                                          | Büste zur Erinnerung an den 1986 verstorbenen Sänger und Schauspieler Dean Reed |
| 1987 |            | „Blumenfrauenbrunnen“                                                                | Bronze         | Döbrichau                                                                                     | [ 33 ] |

## Weitere Werke
- Adriana Hayfath (vor 1963, Büste, Gips; auf der Fünften Deutschen Kunstausstellung)[34]
- Hans Matz (vor 1963, Büste eines Kindes, Bronze; auf der Fünften Deutschen Kunstausstellung)[35]

## Ausstellungen (unvollständig)

### Einzelausstellungen
- 1980: Elsterwerda, Kleine Galerie „Hans Nadler“[24]

### Teilnahme an zentralen und wichtigen regionalen Ausstellungen in der DDR
- 1962/1963 und 1987/1988: Dresden, Fünfte Deutsche Kunstausstellung und X. Kunstausstellung der DDR
- 1965: Berlin, Bezirkskunstausstellung
- 1967: Berlin, Akademie der Künste („Meisterschüler der DAK“)
- 1971: Berlin, Altes Museum („Das Antlitz der Arbeiterklasse in der bildenden Kunst der DDR“)
- 1973: Berlin, Treptower Park („Plastik und Blumen“)
- 1986: Cottbus, Staatliche Kunstsammlungen („Bekenntnis und Tat“)
- 1986/1987: Suhl („Das sicher sei, was uns lieb ist“. Ausstellung zum 40. Jahrestag der Gründung der Grenztruppen der DDR)